# Asplenium pseudobulbiferum
Asplenium pseudobulbiferum är en svartbräkenväxtart som beskrevs av Garth Brownlie.
Asplenium pseudobulbiferum ingår i släktet Asplenium och familjen Aspleniaceae. Inga underarter finns listade i Catalogue of Life.